# Казначеєв Андрій Вікторович
Андрій Вікторович Казначеєв (нар. 9 травня 1975, Слов'янськ) — український тренер з плавання, головний тренер збірної команди України з плавання серед спортсменів з вадами зору та ураженням опорно-рухового апарату, заслужений тренер України, заслужений працівник фізичної культури і спорту України, повний кавалер ордена «За заслуги».

## Життєпис
У 1994 році закінчив Слов'янський сільськогосподарський технікум та поступив до Слов'янського педагогічного інституту. У 1997 році почав працювати вчителем фізичного виховання Слов'янської спеціальної загальноосвітної школи-інтернату для сліпих і слабозорих дітей І-ІІІ ступенів. Після закінчення у 1998 році педагогічного інституту почав працювати тренером-викладачем Дитячо-юнацької спортивної школи Донецького обласного центру «Інваспорт». У 2000 році отримав звання тренера вищої категорії. Продовжуюи тренувати в ДЮСШ, у 2001 році був призначений старшим тренером, а у 2006 — головним тренером збірної команди України з плавання серед спортсменів з вадами зору та ураженням опорно-рухового апарату. І в ДЮСШ і в збірній йому допомагає тренувати дружина Світлана Казначеєва — теж заслужений тренер України.
Випускник Харківського інституту кадрів управління.

## Відомі вихованці
- Юлія Волкова — триразова бронзова призерка літніх Паралімпійських ігор 2004 року, чемпіонка світу, рекордсменка Європи.
- Дмитро Залевський — дворазовий паралімпійський чемпіон (2012, 2016).
- Андрій Калина — шестиразовий паралімпійський чемпіон (2004, 2008, 2012 — за Україну, 2020 — за Росію), багаторазовий чемпіон Європи та світу.
- Ніна Козлова — срібна та бронзова призерка чемпіонатів Європи.
- Ярослав Семененко — бронзовий призер Літніх Паралімпійських ігор 2016 року, багаторазовий призер чемпіонатів Європи та світу, чемпіон Європи.
- Ірина Соцька — дворазова бронзова призерка Літніх Паралімпійських ігор (2012, 2016).
- Олег Ткаленко — дворазовий бронзовий призер чемпіонатів Європи.
- Андрій Трусов — дворазовий паралімпійський чемпіон та чотириразовий призер літніх Паралімпійських ігор 2020 року, чемпіон Європи та світу, рекордсмен світу та Паралімпійських ігор.
- Данило Чуфаров — дворазовий срібний та триразовий бронзовий призер Паралімпійських ігор (2008, 2012, 2016), багаторазовий чемпіон і рекордсмен Європи та світу.

## Нагороди
- 2000 — заслужений працівник фізичної культури та спорту України
- 2001 — заслужений тренер України
- 2004 — Орден «За заслуги» III ступеня
- 2008 — Орден «За заслуги» II ступеня
- 2012 — Орден «За заслуги» I ступеня
- 2012 — почесний громадянин міста Слов'янська[1]
- 2016 — Медаль «За працю і звитягу»
- 2021 — Орден князя Ярослава Мудрого V ступеня[2]
- 2024 — Орден князя Ярослава Мудрого IV ступеня[3]